# Sardia rostrata
Sardia rostrata är en insektsart som beskrevs av Melichar 1903. Sardia rostrata ingår i släktet Sardia och familjen sporrstritar. Inga underarter finns listade i Catalogue of Life.